# محاصره سمرقند (۱۲۲۰)
محاصره سمرقند از سوی مغولان در سال ۱۲۲۰ پس از تاخت‌وتاز چنگیزخان به امپراتوری خوارزمشاهیان که زیر فرمان سلطان محمد خوارزمشاه گردانده می‌شد، انجام گرفت. مغول‌ها شهر مرزی اترار را محاصره کرده بودند، ولی نیروهای فراوانی به فرماندهی چنگیز و کوچک‌ترین پسرش تولوی از پیشتازان جدا شدند و به سوی جنوب در راستای فرارود به‌راه افتادند.
سمرقند ستون پدافندی شاه بود. پادگان شهر بزرگ بود و سنگرهای آن یکی از استوارترین‌ها در امپراتوری بود. چنگیز ولی با گرفتن و ویران کردن بخارا در یک رزمایش غافلگیرانه، توانست سمرقند را تک و بی‌یار کند و سپس شهرهای نزدیک فرارود را ویران کند.
نیروهای کوچکی نزدیک یک ماه در ارگ ایستادند و پس از آن پیرامون نیمی از آنها توانستند از رديف‌های سربازان مغول گذر کنند و از آمودریا بگریزند. اگرچه شهر در آن زمان به‌گونه‌ای گسترده تاراج شد، ولی به آرامی زیر فرمانروایی صلح مغولی دوباره زنده شد و سپس در سال‌های پایانی سده چهاردهم میلادی به جایگاه پایتخت امپراتوری تیموری به آوازه جهانی بازگشت.

## پیش زمینه

### نیروها
در حالی که گذشته‌نگاران سده‌های میانه نیروهای گسترده‌ای را برای هر دو سو برشمرده‌اند، مورخان امروزی در برآوردهای خود محافظه‌کارتر هستند، ولی درباره ریز شمار نیروها هنوز به گونه‌ای گسترده گفتگو می‌شود. یگانه باور صددرصدی این است که همه نیروهای مغول بیشتر از همه ارتش خوارزمشاه بود.
شاه که به فرماندهان خود چندان دلگرم نبود و هنوز روش‌های مدیریتی دلخواه خود را به کار نگرفته بود، بر آن شد که نیروها را در شهرهای بزرگ خود مانند سمرقند، بلخ و اترار پخش کند.: 31 : 373–380 
چنين مي‌نمايد که چشم‌داشت سلطان محمد خوارزمشاه از ارتش مغول، یک تازش "در اندازه میانگین" بود که روستاها را ویران می‌کرد به گونه‌ای که شهرها دست‌نخورده بمانند.: 31 : 373–380 
یگانه مردمی که خوارزمشاهیان با آنها می‌جنگیدند مردم قانقلی بودند که آنها هم از فن محاصره کردن آگاهی‌ای نداشتند. اینکه مغولان یک ارتش راستین از مهندسان که در فن محاصره چیره بودند را می‌آوردند، تکان سختی برای خوارزمشاهیان بود.: 89 

### پیش درآمد
نخستین تازش مغولان به امپراتوری خوارزمشاهیان به شهر اترار بود که فرماندار آن دست به لغزشی آشكار (خوارداشت خان) زد.
با این همه این شهر مرزی توانست برای دوره ای شگفت‌انگیز بپاید پس چنگیز بر آن شد که نیروهای خود را بخش کند و به دیگر شهرها نیز بفرستد تا بر سلطان محمد خوارزمشاه پیشی بگیرد.
او از نیروی پدافندی سمرقند در اترار آگاه شده بود و اینگونه آهنگ لشکرکشی به بخارا از راه بیابان قزل‌قوم کرد.: 78 
بخارا با ديدن توانايی مغول‌ها که سرزمین گذرناپذیر قزل‌قوم را پیموده بودند، شگفت‌زده شد،
پس از ویران کردن شهرهای در راستای آمودریا، شهر پایین تسلیم شد و خیلی زود تاراج شد.
ایستادگی ارگ درونی کمتر از دو هفته پایید ولی پس از شکسته شدن دیوارها از سوی مغول ها، همه مردم آن کشته شدند.
وارونِ لشکرکشی‌های آینده، مغول‌ها کمابیش با شهروندان بخارا مهربان بودند. با این همه، شمار فراوانی، «سربازِ ناگزیر» شدند تا در محاصره‌های دیگر بکارگیری شوند.

## رویدادها
چنگیزخان با گرفتن بخارا نیروهای سلطان محمد خوارزمشاه را که در سمرقند، بلخ و اورگنج جای داشتند دچار چنددستگی کرد.
مغولان که سمرقند را محاصره کرده‌بودند، با نيروهای پدافندی ترکی-ایرانی درگیر شدند. این هنگ که دربرگیرنده بیست فیل جنگی و شمار فراوانی سواره‌نظام بود، در کمین افتاد و پس رانده شد.
بخش بیشینهٔ پادگان سمرقند پس از اندکی، تسلیم شدند و خیلی زود به دار آویخته شدند، ولی ارگ، مانند بخارا، باید با زور گرفته می‌شد.
یک ماه زمان برد، پیش از دستیابی مغولان به ارگ یک نیروی کوچک توانست راه خود را از میان ردیف‌های سربازان مغول بیابد و از آمودریا بگریزد.
مغول‌ها فیل‌هایی را که زنده مانده بودند در پیرامون شهر رها کردند که آنجا از روی کمبود خوراک خیلی زود مردند.
تیمور پس از آن که در سال ۱۳۷۰ سمرقند را پایتخت خود کرد، شهر را بازسازی نمود.
او کاخ‌ها و دیوارهای شهر را که هنوز ویرانه بودند، بازسازی کرد و مسجدها، باغ‌ها و کوشک‌های فراوانی را سفارش داد تا برجستگی سمرقند را در اندازه جهانی دوباره زنده کند.

## بن‌مایه
- همکاری‌کنندگان ویکی‌پدیا، «Siege of Samarkand»، ویکی‌پدیای انگلیسی، دانشنامهٔ آزاد (بازیابی ۲۹ مهر ۱۴۰۳)

1. ↑  Sverdrup, Carl (2010).  France, John; J. Rogers, Clifford; DeVries, Kelly (eds.). "Numbers in Mongol Warfare". Journal of Medieval Military History. Boydell and Brewer. VIII: 109–117. doi:10.1515/9781846159022-004. ISBN 9781843835967. JSTOR 10.7722/j.ctt7zstnd.6. Retrieved 3 February 2022.
2. 1 2  Jackson, Peter (2009). "The Mongol Age in Eastern Inner Asia". The Cambridge History of Inner Asia. The Chinggisid Age: 26–45. doi:10.1017/CBO9781139056045.005. ISBN 9781139056045.
3. 1 2  Barthold, Vasily (1968) [1900]. Turkestan Down to the Mongol Invasion (Third ed.). Gibb Memorial Trust. OCLC 4523164.
4. 1 2  Jackson, Peter (2017). "The Mongol Westward Advance (1219-53)". The Mongols and the Islamic World : From Conquest to Conversion. Yale University Press. pp. 71–93. ISBN 9780300125337. JSTOR j.ctt1n2tvq0.11.
5. ↑  Chalind, Gérard; Mangin-Woods, Michèle; Woods, David (2014). "Chapter 7: The Mongol Empire". A Global History of War: From Assyria to the Twenty-First Century (First ed.). University of California Press. pp. 144–145. JSTOR 10.1525/j.ctt7zw1cg.13.
6. ↑  Marefat, Roya (1992). "The Heavenly City of Samarkand". The Wilson Quarterly. 16 (3): 35. JSTOR 40258334.